# Ruellia albopurpurea
Ruellia albopurpurea är en akantusväxtart som beskrevs av Raymond Benoist. Ruellia albopurpurea ingår i släktet Ruellia och familjen akantusväxter.

## Underarter
Arten delas in i följande underarter:
- R. a. sulfureoviolacea
- R. a. tulearensis